# 科勒药用植物
《科勒药用植物》（德語：Köhler's Medizinal-Pflanzen in naturgetreuen Abbildungen mit kurz erläuterndem Texte : Atlas zur Pharmacopoea germanica）是德国的用药指导丛书，Franz Eugen Köhler于1887年出版了三卷本。

## 内容
这套图集说明和解释了约400種药用植物。随附的专着包括植物和医疗功效的详细信息。

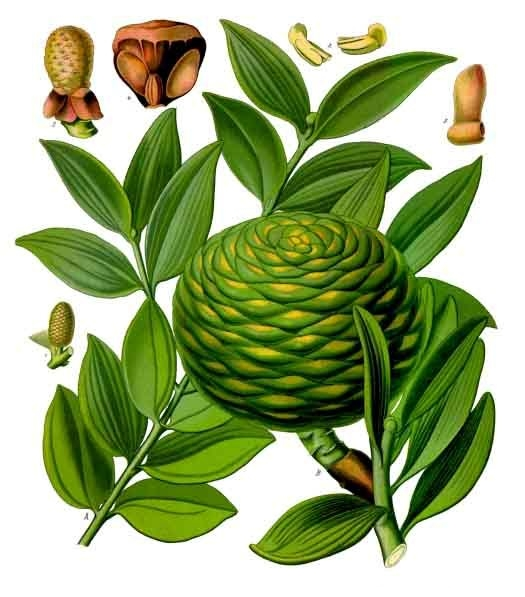
貝殼杉 (Agathis dammara)
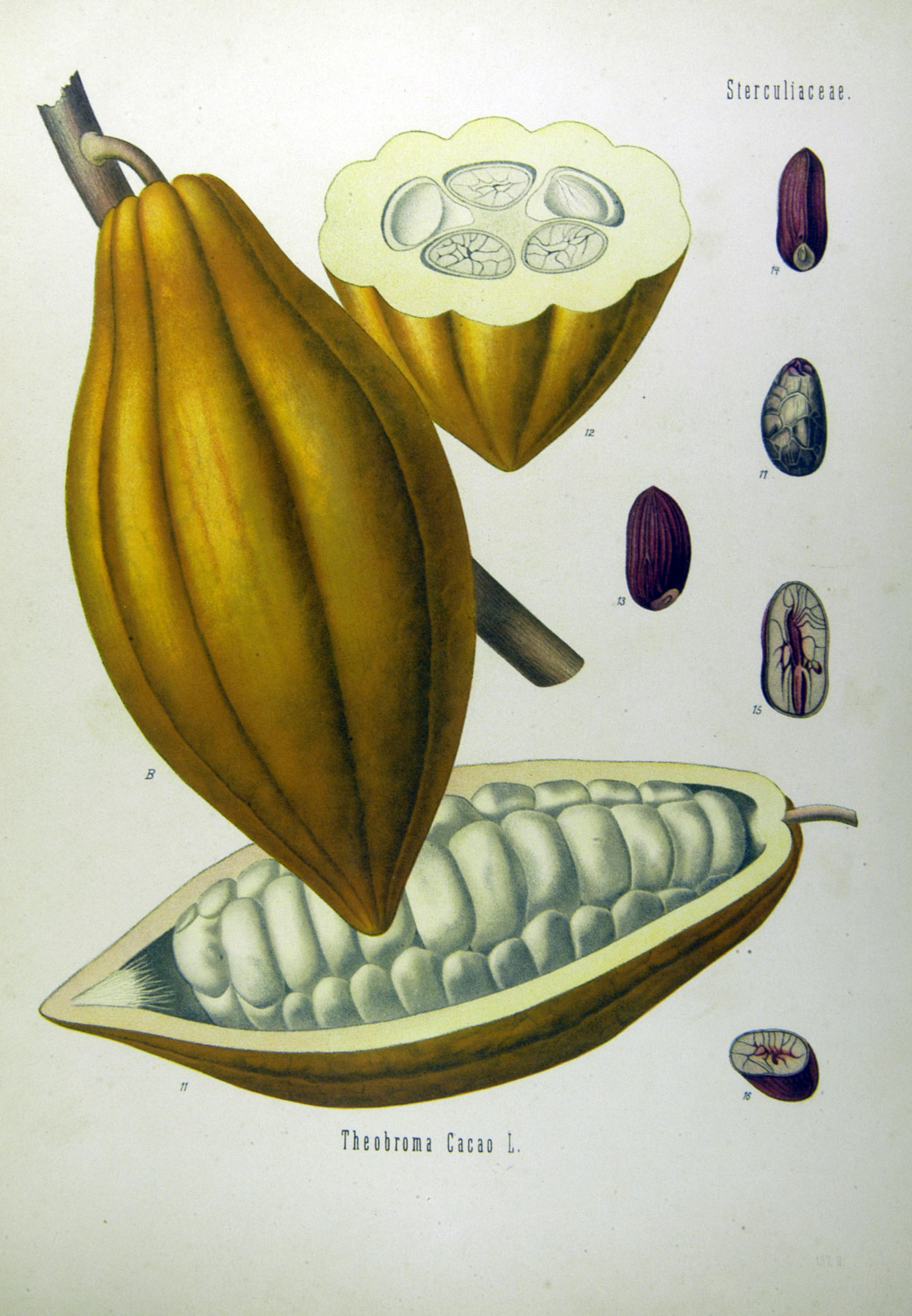
可可 (Theobroma cacao)
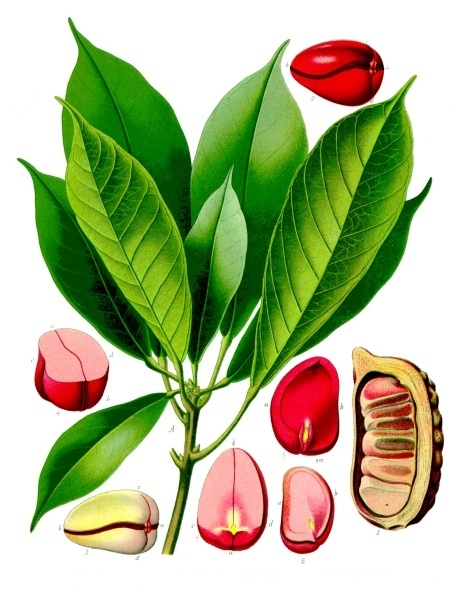
可樂果 (Cola acuminata)

## 历史
该书是对赫尔曼·A·科勒（1834年 - 1879年）医生成果的继续。
出版社1883年至1914年出版了前三卷。完整版的出版是在1887年。虽然出版社声称有第四卷，但是从来没有出版。

## 相关
- 自然界的艺术形态
- 植物名实图考

## 链接
- Google图书 （页面存档备份，存于）